# Festungsgebiet Saint-Maurice

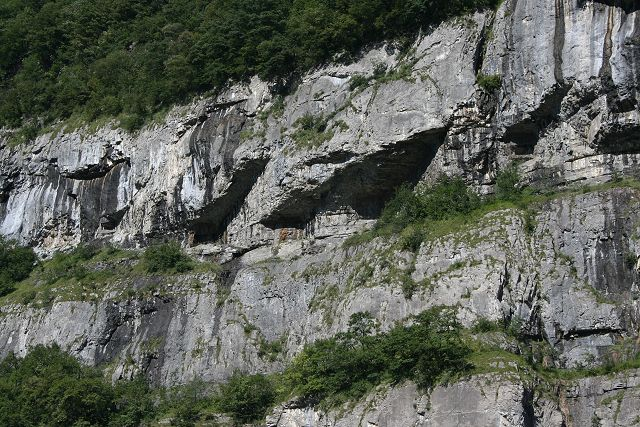
Die Scharten der Geschützbatterie Ermitage, Fort du Scex

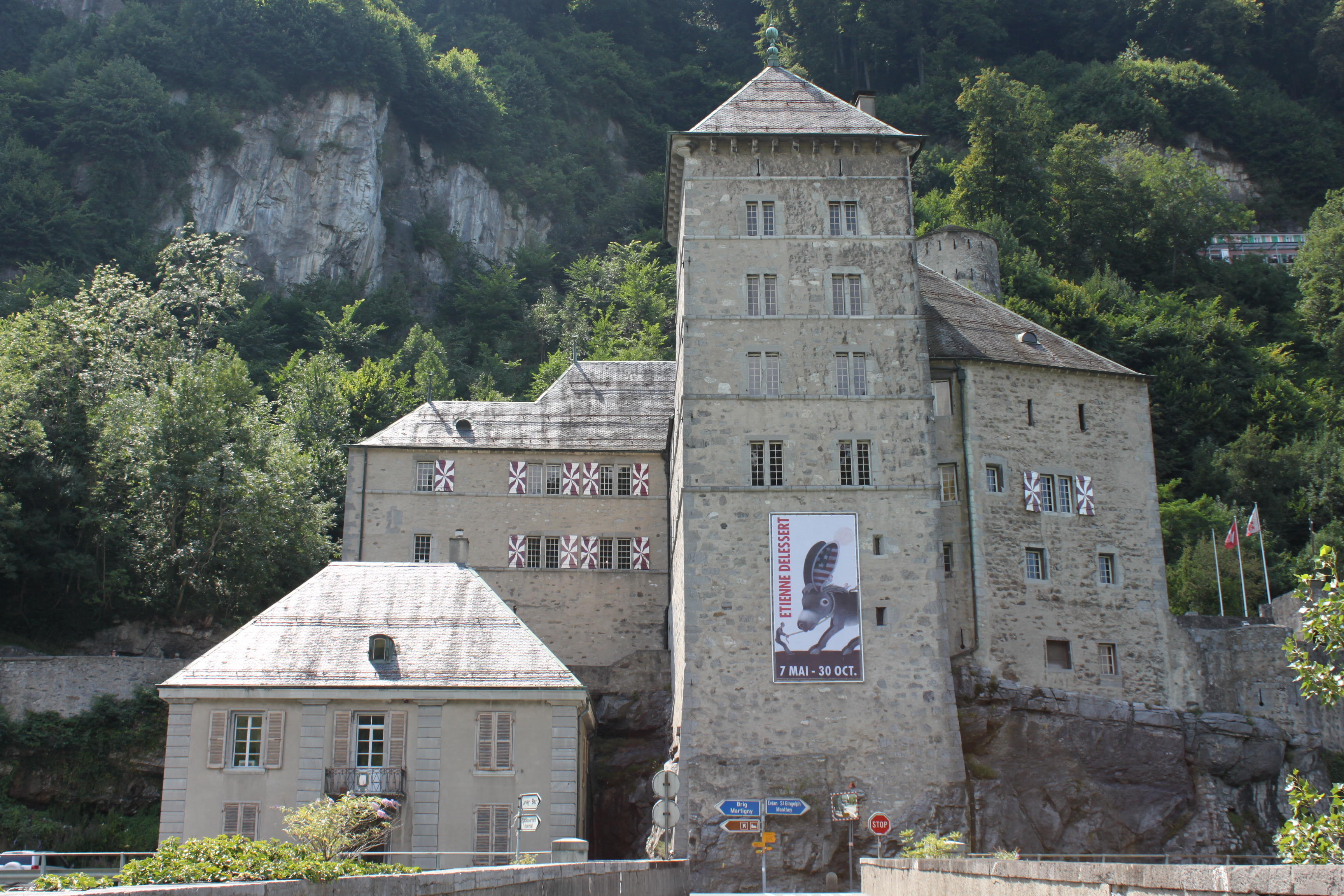
Schloss St. Maurice mit Dufourturm im Hintergrund

Das Festungsgebiet Saint-Maurice gehörte zusammen mit den Festungen Sargans und St. Gotthard zu den drei grossen Festungsgebieten der Schweizer Armee im Reduit-Verteidigungsdispositiv des Zweiten Weltkriegs und während des Kalten Krieges. Es gehörte zum 1. Armeekorps und mit der Armee 61 zur  Festungsbrigade 10 und zum Gebirgsarmeekorps 3. Geographisch umfasst es das Gebiet vom Genfersee bis zum Grossen Sankt Bernhard. Die Sperrstelle Saint-Maurice gilt als militärhistorisches Denkmal von nationaler Bedeutung.

## Vorgeschichte

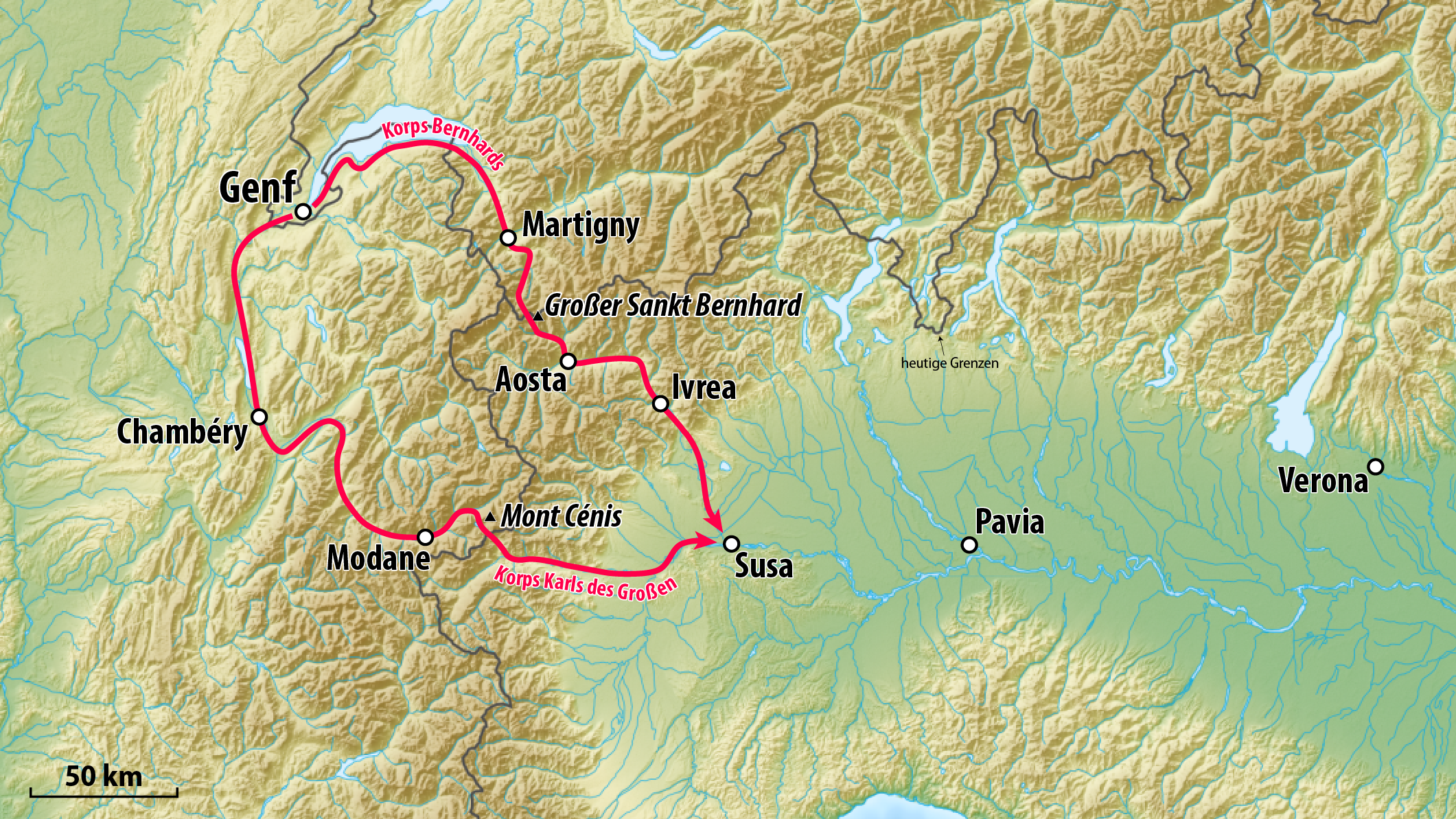
Überquerung des Grossen St. Bernhard während des Langobardenfeldzugs

Vor der Erschliessung des Gotthardpasses Ende des 12. Jahrhunderts waren die Bündnerpässe im Osten (Lukmanierpass usw.) und der Grosse Sankt Bernhard (auch Mont-Joux-Pass) bei Martigny im Westen die bevorzugten Alpenübergänge zwischen Italien, Frankreich (Gallien) und Deutschland (Germanien). 773 zog der Onkel Karls des Grossen während des Langobardenfeldzugs über den Grossen St. Bernhard. Im Mai 1800 überschritt Napoleon den Pass.
Die Engnis von Saint-Maurice am Eingang zum oberen Rhonetal wurde von den Römern als Militärposten und Zollstation benutzt, um Abgaben auf der Handelsstrasse über den Grossen St. Bernhard erheben zu können. Ab 1476 – während der Burgunderkriege – wurde das Schloss Saint-Maurice am Eingang des Engpasses errichtet.
Angesichts des Risikos eines europäischen Konflikts nach der Julirevolution von 1830 wurde 1831 mit dem Bau der Sperrstelle Fortifikation Arzillier beim Schloss St. Maurice nach dem Konzept von Guillaume-Henri Dufour begonnen, um den Durchgang zum Grossen St. Bernhard und Simplonpass sperren zu können.

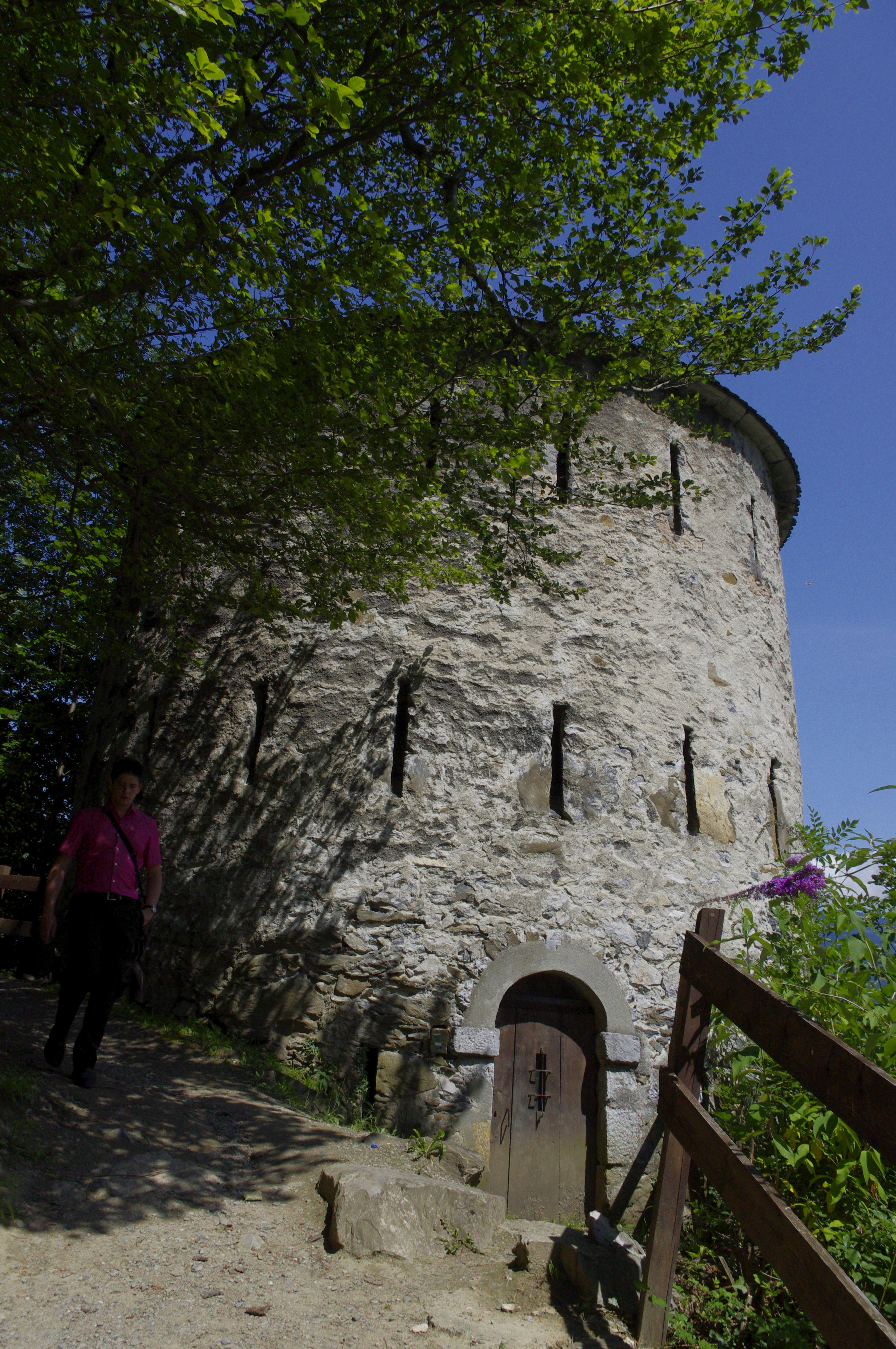
Turm der Dufourfestung

## Strategische Lage und militärische Bedrohungen
Der Passstaat Schweiz besitzt den verkehrstechnisch günstigen Mittelteil des Alpenbogens mit den Übergängen von Mittel- und Westeuropa nach Südeuropa. Zusammen mit den Verbindungen zwischen den Räumen der oberen Donau und der Rhone bildet sie einen zentraleuropäischen Knotenpunkt.
In der Pariser Akte des Wiener Kongresses von 1815, war die Rolle der Schweiz als Hüterin der Alpenpässe festgelegt worden. Die schweizerischen Befestigungen hatten im Rahmen des Territoriumschutzes die Haupteingänge der Alpentransversalen zu sichern.
Die militärhistorische Erfahrung zeigte, dass wenn Interessenskonflikte der europäischen Grossmächte herrschten oder eine Macht die Hegemonie anstrebte, drohte Kriegsgefahr. Wurden im Donauraum und in Oberitalien Interessen militärisch verteidigt, so wurden die schweizerischen Alpentransversalen von strategischer Bedeutung. Die Schweiz musste mit der bewaffneten Neutralität dafür sorgen, dass sie fremden Mächten nicht in die Hände fielen.
Saint-Maurice als Nordportal der Alpentransversalen auf der direkten europäischen Verkehrsachse zwischen  Frankreich (Franche-Comté) und Italien (Piemont) war mit seiner Engnis ein militärisch bevorzugter Punkt für Festungsbauten.

## 19. Jahrhundert und Erster Weltkrieg
Als man um 1880 die Granaten mit Melinit-Sprengstoff zu füllen begann, erwiesen sich die 1831 gebauten Dufour-Befestigungen in St. Maurice als veraltet und mussten ersetzt werden. 1892 begann man auf der rechten Rhoneseite die Forts Savatan und Dailly zu bauen.
Zum Schutz der beiden Forts wurden vorerst Geschütze auf der Terrasse Ermitage ob Vérossaz platziert und 1911 wurde mit dem Bau des Flankierwerkes Galerie du Scex (vier 7,5 cm Kanonen) begonnen.
Die Festungen Dailly und Savatan wurden in drei Bauetappen zwischen 1892 und 1910 erstellt. Sie verfügten über fünfzehn unterirdische Kasernen, Schützenmauern und Beobachtungsposten, die untereinander telefonisch verbunden waren. Die Bewaffnung bestand aus über 34 Kanonen der Kaliber 5,3 bis 15 cm (Savatan: fünf 12 cm Panzerhaubitzen 1891 Typ Schumann, Dailly: sechs 12 cm Kanonen 1893 Krupp).

## Zweiter Weltkrieg

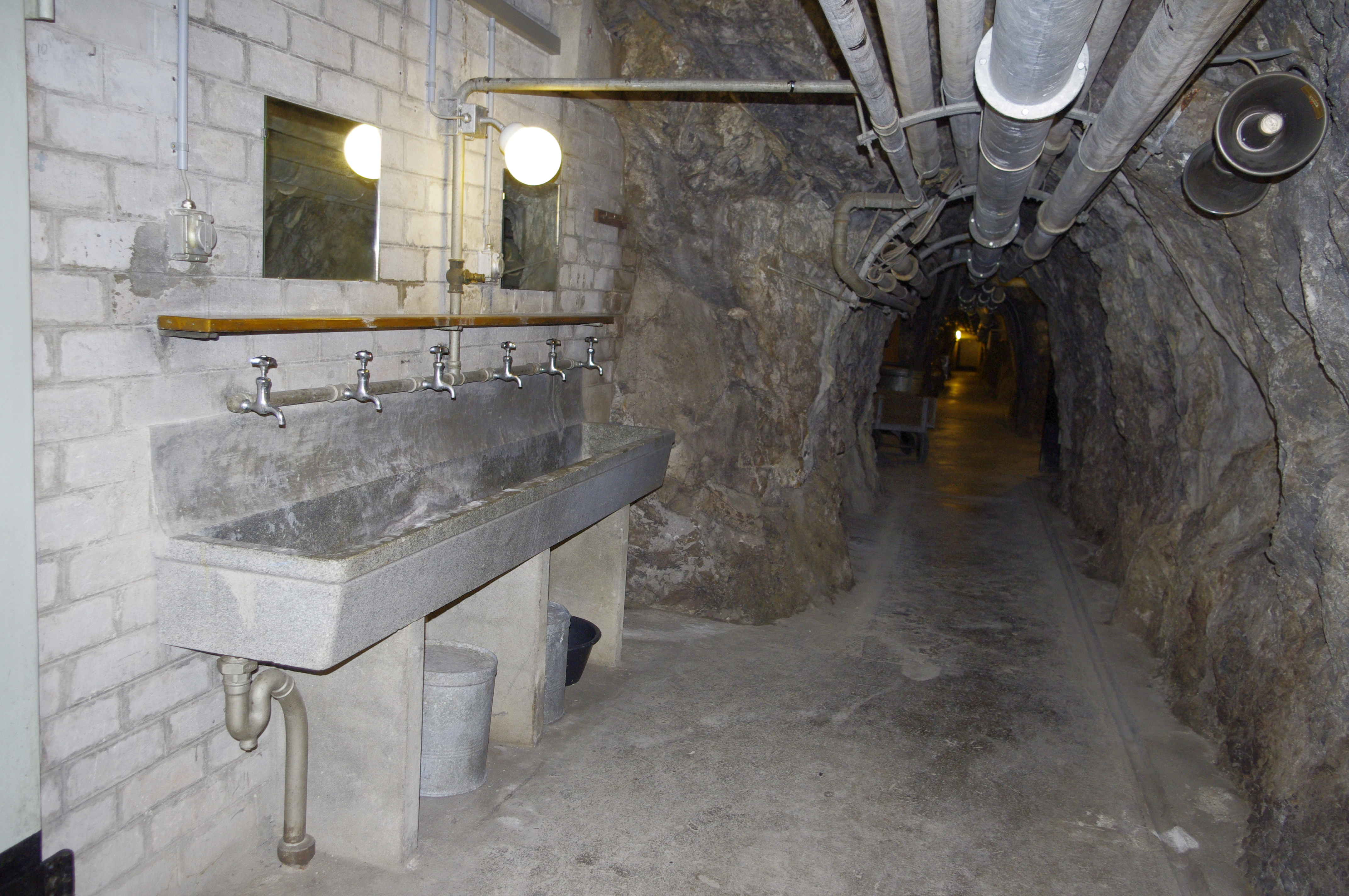
Fort du Cindey

Die Festung Cindey wurde während des Zweiten Weltkrieges zwischen 1941 und 1946 als Erweiterung des zusammenhängenden Festungskomplexes St. Maurice (bisherige Forts Dailly, Savatan und Scex) erbaut. Es übernahm die früheren Sicherungsaufgaben des Schlosses St. Maurice und der Dufour-Befestigung.
Im Chablais wurden, neben kleineren Werken und Sperrstellen, die grossen Artilleriewerke Chillon, Champillon und bei Martigny diejenigen von Follatères, Champex und Commeire erstellt.
Nach der Kapitulation Italiens am 12. September 1943 wurde, wegen der Gefahr des Durchmarsches deutscher Truppen von Italien, die Südfront wieder mobilisiert.

## Kalter Krieg
Mit der Truppenordnung 47 (TO 47) sollten den Festungen im Reduit spezielle Truppen fest zugeteilt werden. Dazu wurden die Reduitbrigaden 21 (Berner Oberland), 22 (Ob- und Nidwalden, Oberhasli), und 24 (Innerschweiz) geschaffen. Sie verfügten je über ein Festungsartillerieregiment.
Die Hindernisse und Feldbefestigungen aus dem Zweiten Weltkrieg wurden abgebaut, die verbleibenden permanenten Anlagen zur Kampfwertsteigerung ausgebaut und die Waffen modernisiert: Die 4,7 cm Infanteriekanonen wurden durch 9 cm Panzerabwehrkanonen 50 und das Maschinengewehr Mg 11 durch das Mg 51 ersetzt. Verschiedene Artilleriewerke wurden erst nach dem Krieg fertig gestellt und laufend verbessert sowie Bewaffnung und Ausrüstung modernisiert. Anstelle der 7,5 cm Kanonen kamen die 12 cm Festungsminenwerfer 1959. Dazu kamen moderne Unterstände und geschützte Kommandoposten.
Die Truppenordnung 1951 (TO 51) schuf die Festungsbrigaden 10 (St-Maurice), 13 (Sargans) und die bisherige Reduitbrigade 23 wurde in Festungsbrigade 23 (Gotthard) umbenannt. Für die grenznahen Festungswerke waren die Festungstruppen der Grenzbrigaden zuständig.
Bis 1997 und insbesondere mit der Truppenordnung 61 (Armee 61) folgten zahlreiche Projekte zum Unterhalt, zur Kampfkraftsteigerung und zum ABC-Schutz. Im Festungsbau fand ein Paradigmawechsel von den grossen Felswerken zu kleinen Monoblockanlagen mit wenig Besatzung und kompakter Bauweise statt.
Mit dem Rüstungsprogramm  1993 wurden acht BISON-Geschützbunker auf die
Festungsgebiete St. Maurice, Gotthard und Sargans verteilt. Jede Batterie hatte zwei Monoblockbunker mit je zwei 15,5 cm Festungskanonen 89 L52 BISON. Die Bison-Batterien konnten dank ihrer Feuerkraft und mit ihren selbstzielsuchenden Granaten den Verlust der aufgehobenen Festungen mehr als ausgleichen.

## Festungsbrigade 10
Die Festungsbrigade 10 (Fest Br 10 «Saint-Maurice») war eine von drei Festungsbrigaden der Festungstruppen der Schweizer Armee,  die 1947 neu geschaffen wurden. Mit der Armee 61 wurden die drei Festungs- und drei Reduitbrigaden dem neu geschaffenen Gebirgsarmeekorps 3 unterstellt. Seit Ende 1994 hatte die Festungsbrigade 10 keine Festungsartillerie mehr.
Mit der Armee XXI wurden das Gebirgsarmeekorps, sämtliche übrigen Heereseinheiten sowie die Reduit- und Festungsbrigaden per Ende 2003 aufgehoben. Die Anlagen der Festungsbrigade 10 wurden von der Gebirgsinfanteriebrigade 10 (Br inf mont 10, seit 2009 Reservebrigade) übernommen.

### Auftrag
Die Festungsbrigade 10 hatte jeden feindlichen Vorstoss in die Rhone-Ebene und in Richtung Reduitbrigade 21 «Berner Oberland» zu verhindern und den befestigten Raum von Saint-Maurice zwischen Chiètres und Follatères zu halten.

### Einheiten der Festungsbrigade 10 (1994)
Die Festungen wurden von den Werkkompanien 55, 56, 57, 58 und 59 betrieben.
Das Festungsregiment 19 (Saint-Maurice – Grosser Sankt Bernhard) umfasste die Abteilung 1, 2, 3, 4 und 22:
- Festungsabteilung 1 (Saint-Maurice): Festungskompanie I/1 und Infanteriefestungskompanie II/1 (Savatan), Festungsartilleriekompanie III/1 (Scex), Festungskompanie IV/1 (Cindey), Festungshaubitzenkompanie V/1 (mobile 10,5 cm Hb)
- Festungsabteilung 2 (Typ B, Dailly): Festungsinfanteriekompanie I/2, Festungsartilleriekompanie II/2, Festungsdienstkompanie III/2 (Dailly)
- Festungsabteilung 3 (Martigny): Festungskompanie I/3 (Follatères), Festungshaubitzenkompanie II/3 (mobile 10,5 cm Hb)
- Festungsabteilung 4: Festungskompanie I/4 (Champillon/Chillon)
- Festungsabteilung 22: Festungskompanie I/22 (Champex/Commeire), Festungskompanie II/22 (12 cm Festungsminenwerfer)[5]

## Einsatzraum und Werke (geografisch)

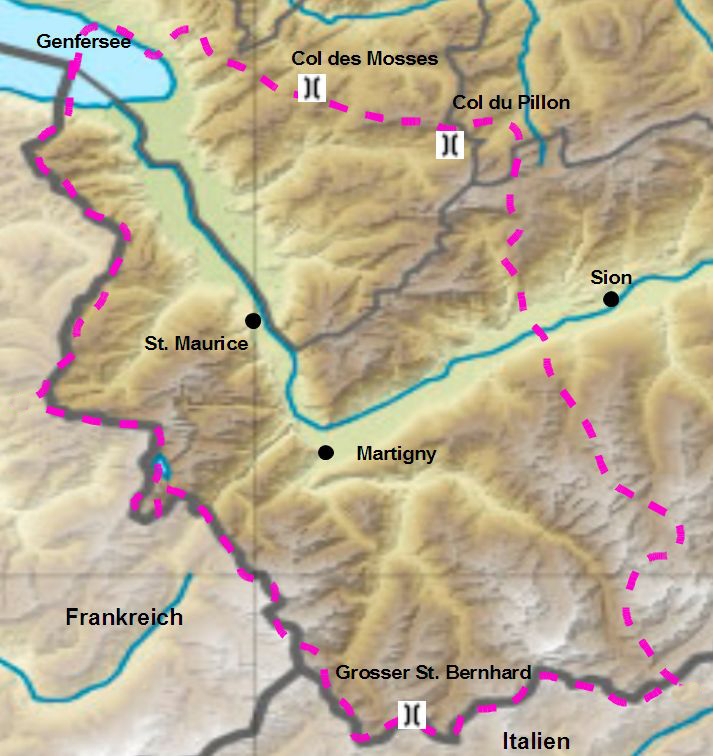
Festungsraum Saint-Maurice der Festungsbrigade 10 (Stand 1992)

Der Einsatzraum der Festungsbrigade 10, die Festungsregion Unterwallis, verläuft entlang der Achse des Grossen Sankt Bernhard, einer der grossen Alpentransversalen. Er reichte vom Genfersee bis  zum Grossen Sankt Bernhard. Er hatte 350 militärische Anlagen, wovon 150 Festungen mit 13 grossen Artillerie- oder Infanteriewerken.
Der Raum kann in folgende Sektoren aufgeteilt werden:

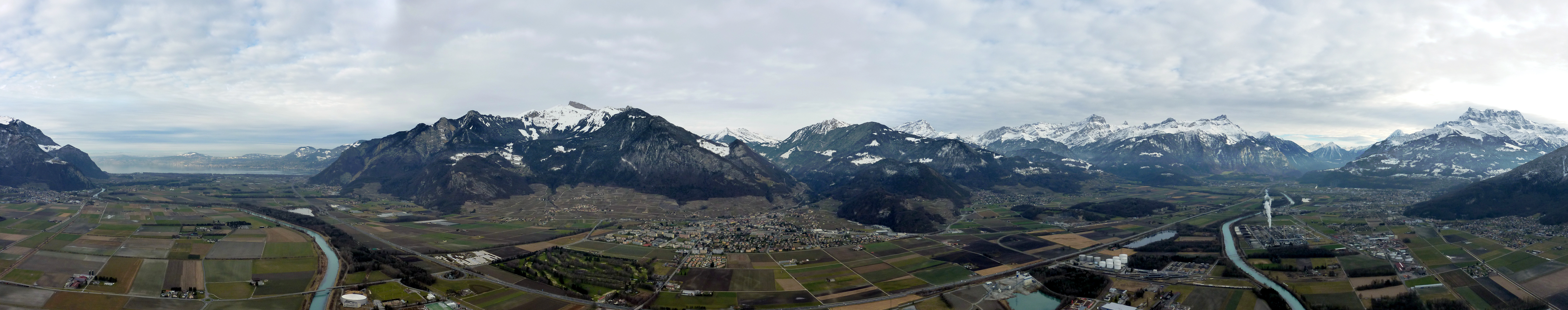
Schweizer Chablais

- Nord: Chablais (Artilleriewerke Chillon, Champillon)
- Zentral: Saint-Maurice (Artilleriewerke Cindey, Scex, Savatan, Dailly)
- West: Val de Trient (Sperren Finhaut, Litroz, Châtelard, Forclaz)[6]
- Süd: Grosser Sankt Bernhard oder Dranse (südlich Saint-Maurice) mit 56 Werken (Artilleriewerke Les Follatères, Champex, Commeire)[7]

### Artilleriewerke (rhoneaufwärts)
- Chillon A 390: bei Sperrstelle und Schloss Chillon, 1942 der Truppe übergeben.
- Champillon A 365: bei der Sperrstelle Corbeyrier, 1942 schussbereit, zwei 10,5 cm Bunkerkanonen.[8]
- Festung Cindey A 155: Felswand westlich über St. Maurice, Panzerabwehrfort mit Infanterie und Artillerie, 1941–1946 erbaut, bis 1995 einsatzbereit, zwei 10,5 cm Panzerabwehrkanonen 46, vier 9 cm Panzerabwehrkanonen 50/57, Festungskompanie IV/1 mit 258 Mann für Cindey und Scex, seit 2002 für Besucher geöffnet.
- Fort du Scex – Ermitage A 160: Baubeginn 1911, Felswand westlich über St. Maurice, Flankierwerk für Savatan und Dailly, vier 7,5 cm Kanonen 1903, 1938 mit Batterie Ermitage mit vier 7,5 cm Kanonen vergrössert, Schlafraum für 120 Mann. Mit Fort Cindey durch die natürliche Höhle Grotte aux Fées verbunden.
- Toveyres A 140: Hang östlich St. Maurice, Bezirk Aigle, Achse Bex bis Chiètres, zwei 7,5 cm Kanonen, Gegenwerk für Cindey und Scex.[9]
- Petit-Mont A 130: nördlich Toveyres, Fluss Le Courset, Achse Bex bis Chiètres, zwei 7,5 cm Kanonen
- Savatan – Dailly/Aiguille A 200/250: (Hangfuss der Dent de Morcles, Lavey-Morcles), östlich St. Maurice, vier Bauperioden 1892–1894, 1895–1903, 1904–1910, 1911–1920, drei zusammengehörende Anlagen
- Vernayaz A 68/69: Felswand am südlichen Ortsrand von Vernayaz, Bezirk Saint-Maurice, Panzerabwehrfestung.[10]
- Follatères A 66: Rhoneknick nördlich von Martigny, 50 Scharten, Seilbahnzugang, vier 7,5 cm und zwei 10,5 cm Kanonen 39.[11]
- Crêtadon A 67: im Anschluss an die Festung Follatères als deren Gegenwerk
- Commeire A 27: Bezirk Entremont, vier 7,5 cm Kanonen, Gegenwerk zu Champex.
- Champex A 46: «Festung Grosser St. Bernhard», 1940–1943 erbaut, 4 Kasematten, 600 m Stollen, 300 Mann Besatzung, zwei 10,5 cm und zwei 7,5 cm Kanonen, sechs Flabkanonen
- Kommandoposten Festungsbrigade 10 (Führungsanlage)

### Sperrstellen Kantone Waadt und Wallis (rhoneaufwärts)
(Von nationaler** und regionaler* Bedeutung)

#### Bezirk Riviera-Pays-d’Enhaut(Kanton Waadt)
- Chillon[12]

#### Bezirk Aigle(Kanton Waadt)
- Sperrstelle Saint-Triphon – Collombey*,
- Corbeyrier*
- Sex de la Sarse
- Vuargny[13]
- Larrevoin Pierre du Moëlle
- Pierre du Moëlle
- La Comballaz*
- Col du Pillon
- Huémoz
- Panex
- Gyron Fenalet
- Vasselin Bex

#### Bezirk Monthey
- Le Fenalet
- Porte du Scex**
- Sperrstelle Collombey* - Saint-Triphon (VD)
- Morgins

#### Bezirk Saint-Maurice
- Saint-Maurice**
- Vérossaz
- Vernayaz
- Evionnaz-Collonges**
- Finhaut*
- Le Châtelard
- Litroz*[14]

#### Bezirk Martigny
- Col de la Forclaz*

#### Bezirk Entremont
- Bourg-Saint-Bernard*: Infanteriebunker «Monts Telliers» A 1⊙[15]
- Bourg-Saint-Pierre**
- Liddes
- Commeire*
- Champex*
- Orsières*
- Val Ferret*

### Bewaffnung mit 10,5 und 15 cm Kanonen sowie 12 und 8,1 cm Festungsminenwerfern
- Champex: zwei 10,5 cm Haubitzen L42 (1942)
- Corbeyrier: zwei 10,5 cm Kanonen 39, L42 SL (1944)
- St. Maurice: zwei 10,5 cm Kanonen 39/46 L52 (1946)
- Dailly: zwei 10,5 cm Turmkanonen 39, L52, zwei 10,5 cm Festungskanonen 35/39, L42, vier 10,5 cm Kanonen L52 39/46 (1952), zwei 10,5 cm Haubitzen 46, L22, zwei 15 cm Turmkanonen 58, L42, zwei 15 cm Kanonen 42, L42 HL (1944), zwei 8,1 cm Festungsminenwerfer
- Martigny: zwei 10,5 cm Haubitzen (1942)
- Savatan: zwei 10,5 cm Haubitzen 42/84, L22, zwei 12 cm Festungsminenwerfer, ein 8,1 cm Festungsminenwerfer

## Kommandanten der Festung/Garnison und der Festungsbrigade 10 (seit 1952)
| - 1894 David Perret - 1895–1898 Sigismond Couteau - 1899–1902 Rudolf Geilinger - 1903 Louis Perrier - 1904–1918 Adolphe Fama - 1919–1923 Ernst Grosselin - 1924–1929 Roger de Crousaz - 1935–1936 Jakob Huber - 1937 Julius Schwarz - 1940–1946 Louis Mamin - 1947–1951 Pierre Matile | - 1952–1956 Walter Nicola - 1957–1962 Pierre Matile - 1963–1970 Jean Milloud - 1971–1974 Jean-Pierre Gehri - 1975–1979 Robert Lavanchy - 1980–1982 Pierre-André Pfefferlé - 1983–1988 Jean Langenberger - 1989–1993 Philippe Pot - 1994–1999 Gotthold Gehrig - 2000–2003 Marius Robyr |

## Armee 95
Die am 1. Januar 1995 in Kraft getretene Armeereform 95 brachte die tiefgreifendsten Veränderungen für die Festungstruppen in der ganzen Schweiz. Alle Grenz- und Reduitbrigaden wurden aufgelöst und die Festungsbrigaden mit reduzierter Truppenstärke umstrukturiert.

## Armee XXI
Die Armeereform XXI bedeutete das endgültige Ende der Festung St. Maurice und der Festungsbrigade 10 im Jahr 2003. Im Juni 2011 wurde die Festungartillerieabteilung 13, die für alle Bison und Festungsminenwerfer zuständig war, per Bundesratsbeschluss aufgelöst.

## Heutige Verwendung
Seit 2005 wird auf dem Waffenplatz St. Maurice-Lavey (VD/VS) in Savatan die Polizei-Akademie Savatan gemeinsam von den Kantonen Waadt und Wallis und der Schweizer Armee betrieben. Die Partnerschaft wurde 2014 auf Ende 2019 verlängert.
Die Anlage von Dailly ist heute Standort der Infrastruktur/Hauptquartierschule 35.
Das Fort Dailly wurde mit anderen Werken der Festung Saint-Maurice als militärhistorisches Kulturgut von nationaler Bedeutung eingestuft. Seit April 2014 werden für die Öffentlichkeit Führungen gemäss der Website des Museums durchgeführt.

### Festungsmuseen und Vereine im Unterwallis
- Fondation Forteresse historique de Saint-Maurice: Museen Fort Cindey, Scex und Dailly[20]
- Association des amis des forts de St-Maurice: Verein der Freunde der Festung Saint-Maurice[21]
- Association Saint-Maurice d'Etudes Militaires ASMEM[22]
- Association pour la Promotion et le Soutien de la Forteresse Helvétique APSF, Saint-Maurice, 1992 gegründet[23]
- Association Pro Forteresse, Champex-Lac. 1992 mit dem Ziel gegründet, das Ensemble der 56 Werke in der Region Dranse/Entremont für die Öffentlichkeit und kommende Generationen zu erhalten. Die Infanteriewerke Château-Roc, Manoday, Prayon, Nid d’Aigle, Evionnaz und das Artilleriewerk Commeire können auf Anfrage besichtigt werden.[24]
- Association Fort de Litroz betreut Werke am Col de la Forclaz, südwestlich Martigny[14]
- Fort de Chillon: Besuch auf Anfrage[25]
- Fort Champex A 46: Museum in Champex im Originalzustand inklusive 4 Kanonen[26]
- Fort Champillon Corbeyrier: Pyromin Museum – erstes europäisches Museum für Sprengstoff und Feuerwerk[27]